# 東京都標誌
東京都標誌（日语：／ Tōkyō to Shinboru māku */?）是日本東京都的識別標誌，係東京都在1989年為紀念舊東京市設立100週年而在同年6月1日制定。該標誌將東京的羅馬字「Tokyo」的首字母「T」化作圖像，表現躍動、繁榮、滋潤、安寧之意。東京都另在同年9月30日以該標誌為基礎制定了象徵旗，有別於1964年制定的都旗，現時東京都廳舍前同時豎起這兩面旗幟。日本各都道府縣中，僅東京都及鹿兒島縣在正規的都道府縣徽之外制定了識別標誌。
曾有新聞報道稱東京都在制定新的象徵標誌後廢除了1943年制定的東京都紋章（簡稱都徽，通稱「龜子標誌」），但實際上東京都紋章並未廢除，現仍繼續使用。

## 對設計由來的誤解
東京都標誌的形狀類似東京都樹銀杏的葉子，因此常被稱為「銀杏標誌」（いちょうマーク）。但東京都明確表示「標誌並非取自於銀杏葉，設計概念是東京都的首字母T」，否定標誌的設計理念來自於銀杏葉。曾擔任審查委員會副委員長的設計師榮久庵憲司曾表示，「決定性因素是簡單的設計，誰都能畫出來，容易應用。這一類似銀杏而並非銀杏的曖昧性也是特徵」:124。在保留至最後階段的其他多個候選作品中，亦有多個作品明確使用了銀杏葉作為設計概念。
造成這一誤解的原因之一是標誌制定當天的《讀賣新聞》東京本社版晚報第14版稱「標誌設計理念取自東京都的首字母T和都樹銀杏」。此後眾多報紙報道稱東京都標誌的設計和銀杏葉有關。東京都內的自治體亦有誤解事例。如多摩市網站就曾稱市樹銀杏「也是東京都標誌」。港區政府發行的地區資訊報亦稱「銀杏的扇形葉子也是東京都的象徵標誌」。多摩市政府在電視節目指出其錯誤內容之後已修改了網站內容。

## 使用例
東京都政府廣泛使用了東京都標誌。東京都廳舍本廳舍正面的窗戶設計使用了東京都標誌的圖案。東京都交通局的車輛（包括都營地鐵與都營巴士）、清掃車、東京都水道局的淨水場亦使用東京都標誌。日本郵政發行的《郵編簿》、全國知事會網站亦未使用正式的東京都紋章，而是使用了東京都標誌。東京都發行的收入證紙（已在2010年廢除）亦使用了東京都標誌。

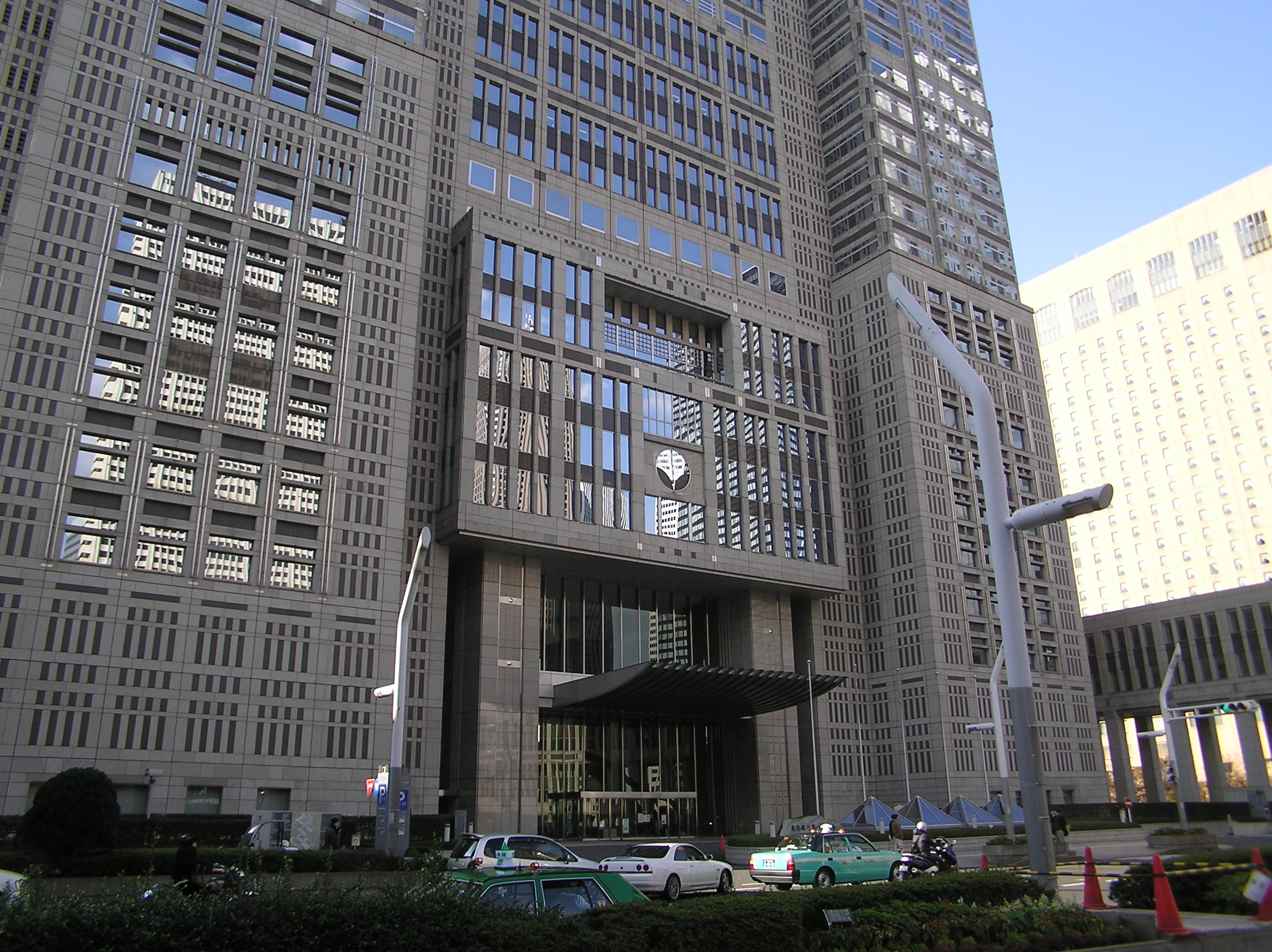
東京都廳舍正面
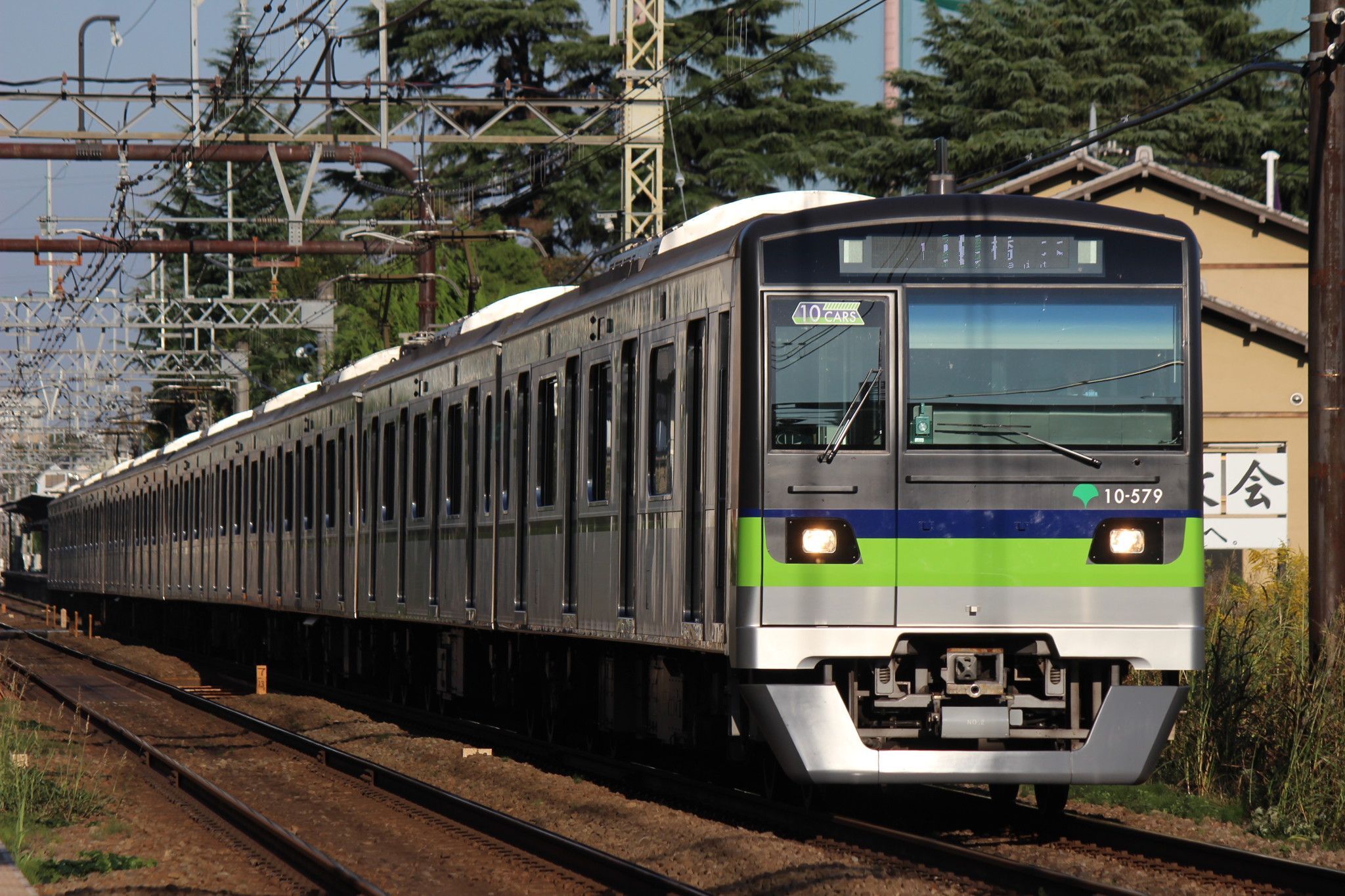
都營地鐵先頭車輛
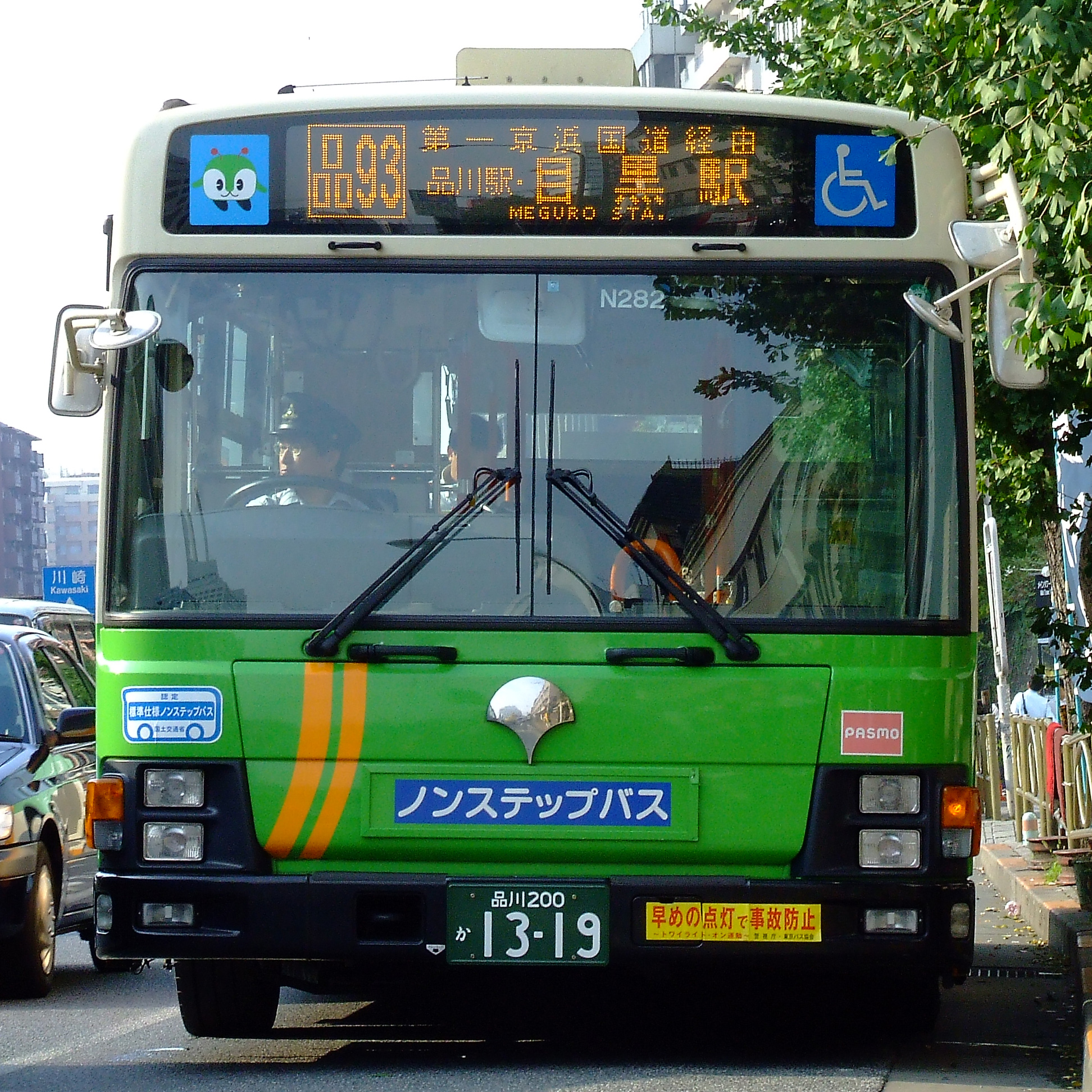
都營巴士車輛
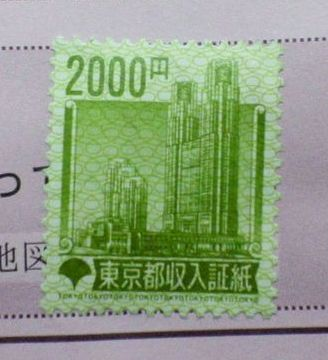
東京都收入證紙（2010年廢除）

## 雜錄
2007年，韓國《中央日報》報道稱，東京都標誌和大邱百貨店在1986年啟用的標誌酷似，有抄襲嫌疑。對此大邱百貨店表示兩者並非相同業種，因此不會考慮以法律方式對應。